# Craig Lamar Traylor
Craig Lamar Traylor (Condado de San Bernardino, California; 19 de marzo de 1989) es un actor estadounidense. Hizo su debut televisivo en un episodio de la serie ER en 1996. Su papel más conocido es el de Stevie Kenarban, un chico asmático y con discapacidad motriz, amigo del protagonista en la serie Malcolm in the Middle. Traylor ha tenido además pequeños papeles en las películas Matilda y Get a Clue.
En 2007, se graduó de la secundaria Rancho Cucamonga High School, ubicada en Rancho Cucamonga, California. Actualmente se dedica a diseñar y fabricar diversas piezas de joyería.

## Participación en la serie de TVMalcolm in the Middle
En el primer episodio de la serie, Lois obliga a Malcolm a ir a la casa de los Kenarban para jugar con su único hijo Stevie, quien está en una silla de ruedas. Al principio para Malcolm aquello es una tortura, especialmente porque Stevie no puede hablar sin tomar mucho aire antes de cada palabra (debido a que padece de asma crónica). No obstante, Malcolm se da cuenta de que tienen algo en común cuando Stevie le muestra su colección de historietas. Desde entonces, Stevie se convierte en el mejor (y en cierto modo único) amigo de Malcolm. También él está en la clase de los superdotados (los Krelboynes), y está en el segundo lugar después de Malcolm en cuanto a inteligencia, aunque generalmente tiene más sentido común y suele ser la voz de la razón, a quien Malcolm por supuesto jamás escucha. Stevie no tiene hermanos, y está sobreprotegido por sus padres. Sus padres no le dejaban ver televisión por temor a que se hiciera menos inteligente. Stevie también usa gafas y al parecer es extremadamente corto de vista sin ellas (en un episodio, tras quitárselas, le preguntan qué está mirando y responde "luz y sombras"). Es el único estudiante de la escuela que goza de inmunidad contra los ataques de Reese, por ser amigo de Malcolm (y también por su asma agudo). Entra en un programa experimental pero luego es expulsado por usar un traje robótico, que usa para golpear a Reese.

## Filmografía

### Cine y televisión
| Año       | Título                | Rol                                                | Notas                      |
| --------- | --------------------- | -------------------------------------------------- | -------------------------- |
| 1996      | ER                    | Michael                                            | Episodio: "Dead of Winter" |
| 1996      | Matilda               | Niño en salón de clases que atrapa a la salamandra |                            |
| 2002      | Get a Clue            | Papel sin confirmar                                | Película para TV           |
| 2000-2006 | Malcolm in the Middle | Stevie Kenarban                                    | 56 episodios               |
| 2011      | Dance Fu              | Lil' Ryat                                          | Directo a DVD              |
| 2011      | Fred & Vinnie         | Cliente en librería                                |                            |
| 2012      | This Bitter Earth     | Tyrone MC                                          |                            |